# George van Houts
George van Houts (Zaandam, 30 maart 1958) is een Nederlandse acteur, cabaretier en zelfverklaard "complotdenker".

## Loopbaan
Van Houts presenteerde onder meer R.A.M. voor de VPRO-televisie en later het VPRO-radioprogramma Radio Bergeijk. Met Tom de Ket vormt hij het duo Van Houts en De Ket, samen maakten ze enkele televisiereclamespots voor de Nederlandse koffiefabrikant Kanis & Gunnink. In 1993 speelde hij de rol van achterneef Thijs in de NCRV-jeugdserie Uit de school geklapt. Van Houts was in 2016 winnaar van de quiz De Slimste Mens.

### De verleiders en monetair activisme
Van Houts was initiatiefnemer van De verleiders. Naar aanleiding van de voorstelling Door De Bank Genomen nam Van Houts in een aantal interviews stelling tegen de moraal van de top van het bankwezen. Hij is tevens initiatiefnemer van het burgerinitiatief Ons Geld.

### Voorstellingen Kom Plot en KomploTT
In zijn twee solovoorstellingen, Kom Plot (2017-2018) en KomploTT (2019-2020), betoogt Van Houts dat de officiële lezing over de aanslagen op 11 september 2001 niet kan kloppen en dat deze aanslagen misschien niet door islamitische terroristen van Al Qaida zijn gepleegd, maar dat het om een 'inside job' van de Amerikaanse overheid zou kunnen gaan. de Volkskrant schilderde in 2018 Van Houts voor het eerst af als 'complotdenker'. Collega-acteur bij De verleiders, Leopold Witte, stelde bang te zijn dat Van Houts' alternatieve complottheorieën ervoor zouden zorgen dat de voorstellingen van De verleiders ook "in dat licht worden gezien".
Sinds de coronapandemie is Van Houts meermaals in het nieuws gekomen vanwege zijn verspreiding van complottheorieën, onder andere over het COVID-19-vaccin en over de Grote Reset door het World Economic Forum. Tevens heeft Van Houts tijdens de boerenprotesten tegen het stikstofbeleid online foto's gedeeld van een auto die tegen een versperring door de boeren was gereden, waarbij hij probeerde te verklaren dat deze botsing door de regering in scène zou zijn gezet.
In 2022 riep Van Houts via Twitter op tot het "doxen en/of onthoofden" van de makers van een overheidsfilmpje ter promotie van de vaccinatie tegen COVID-19. Naar aanleiding van dit bericht wordt Van Houts verdacht van doodsbedreiging met terroristisch oogmerk en is een strafzaak tegen hem ingesteld. Van Houts beschreef het bericht in een interview met [de Volkskrant in 2023 als "humor" en "overduidelijk een hyperbool". In hetzelfde interview gaf Van Houts aan dat hij niet in klimaatverandering gelooft.
Of Van Houts deze complotten echt is gaan geloven is niet duidelijk, want hij kan op deze manier ook zijn rol uit zijn theatershows uitbeelden.

### Politieke activiteiten
In 2022 was Van Houts kandidaat tijdens de gemeenteraadsverkiezingen in 2022 in de gemeente Amsterdam namens de partij Groenen Basis Piraten. Hij behaalde 46 stemmen.

## Persoonlijk
Van Houts is de vader van rapper en theatermaakster Merel Pauw, alias Elmer.